# Сен-Пьер-дю-Мон (Кальвадос)
Сен-Пьер-дю-Мон (фр. Saint-Pierre-du-Mont) — коммуна во Франции, находится в регионе Нижняя Нормандия. Департамент коммуны — Кальвадос. Входит в состав кантона Изиньи-сюр-Мер. Округ коммуны — Байё.
Код INSEE коммуны — 14652.

## Население
Население коммуны на 2010 год составляло 74 человека.
| 1962 | 1968 | 1975 | 1982 | 1990 | 1999 | 2010 |
| ---- | ---- | ---- | ---- | ---- | ---- | ---- |
| 111  | 111  | 84   | 78   | 84   | 85   | 74   |

## Экономика
В 2010 году среди 43 человек трудоспособного возраста (15—64 лет) 33 были экономически активными, 10 — неактивными (показатель активности — 76,7 %, в 1999 году было 73,6 %). Из 33 активных жителей работали 29 человек (16 мужчин и 13 женщин), безработных было 4 (2 мужчин и 2 женщины). Среди 10 неактивных 4 человека были учениками или студентами, 4 — пенсионерами, 2 были неактивными по другим причинам.